# Besadi
Besadi is een bestuurslaag in het regentschap Langkat van de provincie Noord-Sumatra, Indonesië. Besadi telt 1920 inwoners (volkstelling 2010).